# Seznam belleyských biskupů
Seznam biskupů v Belley zahrnuje všechny představitele diecéze v Belley založené v 5. století.
- asi 412: Audax
- asi 552–?: Vincentius
- Evrould
- Claude I.
- 585–589: Félix
- Aquilin
- asi 650: Florentin
- Hypodimius
- Ramnatius (Pracmatius)
- Bertere
- asi 722: Ansemonde
- asi 769: Saint Hippolyte
- Gondoal
- Agisle
- Euloge
- Adorepert
- Ermonbert
- Rodoger
- Rhitfroy
- asi 790: Étienne I.
- Ringuin
- Sigold
- 886–899: Adabald
- asi 900: Étienne II.
- 915–927: Elisachar
- Isaac
- asi 932: Jérôme
- Hérice
- Didier
- asi 985: Herdulphe
- 995–1003: Eudes I.
- asi 1034–1044: Aimon II.
- asi 1070: Gauceran
- 1091–1116: Ponce I.
- asi 1118–1121: Amicon
- asi 1124–1129: Ponce de Balmey
- asi 1134: Berlion
- 1134–1140: Bernard de Portes
- 1141–1160: Guillaume I.
- asi 1162: Ponce de Thoire
- 1163–1178: Anthelme de Chignin
- 1178 –1184: Renaud
- 1188–1190: Saint-Arthaud
- 1190: Eudes II.
- 1198–1207: Bernard II.
- asi 1208: Benoit de Langres
- 1211–1212: Bernard de Thoire-Villars
- 1213: Boniface de Thoire-Villars
- Jean de Rotoire
- Pierre de Saint-Cassin
- 1232–1240: Boniface de Savoie
- 1244: Bernard IV.
- 1244–1248: Pierre de Pont
- 1250: Thomas de Thorimbert
- 1255–1269: Jean de Plaisance
- asi 1272: Bernard V.
- asi 1280–1282: Berlion d'Amisin
- Guillaume
- 1287–1298: Pierre de La Baume
- Jean de La Baume
- 1309: Thomas II.
- 1325: Jacques de Saint-André
- 1345: Amédée
- 1356–1368: Guillaume de Martel
- 1370–1373: Édouard de Piémont
- 1374–1394: Nicolas de Bignes
- asi 1401–1413: Rodolphe de Bonet
- 1430–1437: Guillaume Didier
- Perceval de La Baume
- Aimeric Segaud
- asi 1458: Pierre de Bolomier
- asi 1461–1467: Guillaume de Varax
- asi 1467–1505: Jean de Varax
- 1507: Claude d'Estavayer
- 1530: Philippe de La Chambre
- 1536–1575: Antoine de La Chambre
- 1576–1604: Jean-Godefroi Ginod
- 1608–1629: Jean-Pierre Camus
- 1629–1663: Jean de Passelaigne
- 1663–1677: Jean-Albert Belin
- 1678–1705: Pierre du Laurent
- 1705–1712: François Madot
- 1712–1745: Jean du Doucet
- 1745–1751: Jean-Antoine Tinseau
- 1751–1790: Gabriel Cortois de Quincey
  - 1791–1793: Jean-Baptiste Royer (ústavní biskup)
- 1801–1822: diecéze zrušena a připojena k Lyonu
- 1823–1852: Alexandre Devie
- 1852–1857: Georges Chalandon
- 1857–1872: Pierre Gérault de Langalerie
- 1872–1875: François-Marie-Benjamin Richard
- 1875–1880: Jean Marchal
- 1880–1887: Pierre Soubiranne
- 1887–1906: Louis-Joseph Luçon
- 1906–1910: François Labeuche
- 1910–1929: Adolphe Manier
- 1929–1934: Virgile Joseph Béguin
- 1935–1954: Amédée Maisonobe
- 1955–1975: René Fourrey
- 1975–1986: René Dupanloup
- 1987–2012: Guy Bagnard
- od 2012: Pascal Roland